# 網路奇兵
《網路奇兵》是由LookingGlass Technologies开发，Origin Systems于1994年发行的第一人称动作冒险游戏，首发对应MS-DOS平台。
游戏售出17余万套。《Maximum PC》认为游戏虽不能说引起轰动（blockbuster），但也足以让Looking Glass维持生计。